# Marvin Tarplin
Marvin Tarplin (13 juin 1941 - 30 septembre 2011) est un musicien américain, surtout connu comme le guitariste des Miracles des années 1950 au début des années 1970. Il est l'un des membres originaux du groupe et a co-écrit plusieurs de leurs plus grands succès, dont "The Tracks of My Tears", intronisé au Grammy Hall Of Fame en 1965. Il est également lauréat du BMI Songwriter's Award et du ASCAP Award Of Merit, et a été intronisé à titre posthume en 2012 au Rock and Roll Hall of Fame avec les Miracles.